# واهونکوهو
واهونکوهو (به لاتین: Wahunkoho) یک منطقهٔ مسکونی در سری‌لانکا است که در استان مرکزی (سری‌لانکا) واقع شده‌است.